# ミンタカ峠
ミンタカ峠（ミンタカとうげ）は、パキスタン、アフガニスタン、中華人民共和国の3国の国境交会部（三国国境）の近くに位置する峠である。標高は4,706メートルであり、カラコルム山脈とパミール高原との接点にあたるアギール山脈の中にある。ミンタカ峠は、現在の新疆ウイグル自治区南西端のオアシス交易都市として栄えたタシュクルガンから、フンザ、ギルギットを経てカシミールに至る最短路上に位置し、古くから中央アジアとインドとを結ぶ交易路として利用されてきた。5世紀初めには法顕がミンタカ峠を通り、1902年に第1回大谷探検隊がここを通ってタシュクルガンからスリーナガルに出ている。
1978年にカラコルム・ハイウェーがミンタカ峠東方のクンジュラブ峠を通過するルートで完成してからは、ミンタカ峠の交通上の重要性は著しく低下した。